# 幌伞枫
幌伞枫（学名：Heteropanax fragrans）是五加科幌伞枫属的植物。分布在印度尼西亚、锡金、孟加拉、不丹、印度、缅甸以及中国大陆的广西、广东、云南等地，生长于海拔300米至1,000米的地区，常生长在森林中，目前已由人工引种栽培。
其种加词“Fragrans”意为“芳香的”，“有着甜美气味的”。

## 别名
大蛇药、五加通（广西土名）、富貴樹、大富貴、廣傘楓、涼傘木、火通木

## 异名
- Heteropanax fragrans (Roxb.) Seem. var. attenuatus C. B. Clarke